# Mably (Loire)
Mably település Franciaországban, Loire megyében. Lakosainak száma 7246 fő (2022. január 1.). Mably Briennon, Vougy, Noailly, Riorges, Roanne és Saint-Romain-la-Motte községekkel határos.

## Népesség
A település népességének változása:
| Lakosok száma | 5301 | 7945 | 8291 | 7503 | 7673 | 7684 | 7605 | 7653 | 7517 | 7246 |
|               | 1968 | 1982 | 1990 | 2006 | 2013 | 2015 | 2017 | 2019 | 2020 | 2022 |